# Pinete di Montegiordano
Pinete di Montegiordano este o arie protejată (arie specială de conservare — SAC, sit de importanță comunitară — SCI) din Italia întinsă pe o suprafață de 186 ha, integral pe uscat.

## Localizare
Centrul sitului Pinete di Montegiordano este situat la coordonatele 40°01′49″N 16°31′19″E / 40.030233°N 16.521808°E.

## Înființare
Situl Pinete di Montegiordano a fost declarat sit de importanță comunitară în septembrie 1995 pentru a proteja 13 specii de animale. Situl a fost protejat și ca arie specială de conservare în iunie 2017.

## Biodiversitate
Situată în ecoregiunea mediteraneană, aria protejată conține 5 habitate naturale: Păduri de Quercus ilex și Quercus rotundifolia, Matorral arborescenți cu Juniperus spp., Pseudostepă cu ierburi și specii anuale de Thero-Brachypodietea, Păduri de pin mediteraneene cu pini mezogeni endemici, Sarcopoterium spinosum phryganas.
La baza desemnării sitului se află mai multe specii protejate:
- păsări (12): șorecarul comun (Buteo buteo), sticlete (Carduelis carduelis), porumbel gulerat (Columba palumbus), corb (Corvus corax), pițigoi albastru (Cyanistes caeruleus), cinteză (Fringilla coelebs), rândunică (Hirundo rustica), prigoare (Merops apiaster), gaia neagră (Milvus migrans), gaia roșie (Milvus milvus), cănăraș (Serinus serinus), silvie mediteraneană (Sylvia melanocephala)
- reptile (1): șarpele cu patru dungi (Elaphe quatuorlineata)

Pe lângă speciile protejate, pe teritoriul sitului au mai fost identificate 8 specii de plante, 1 specie de reptile.